# لهجة شوشترية
اللهجة الشوشترية أو اللهجة التستریة هي إحدى لهجات اللغة الفارسية وتنتشر في مدينتي تستر ومحافظة خوزستان في إيران. اللهجة الشوشتریة من لهجات القدیمة فی ایران و فرع من فروع اللغة الفارسیة واللغة البهلوية.